# José Miaja Menant
José Miaja Menant (castellà: José Miaja)  (Oviedo, 20 d'abril de 1878 - Ciutat de Mèxic, 13 de gener de 1958) va ser un militar espanyol i persona clau (cap de la Junta de Defensa de Madrid) en la defensa de Madrid entre novembre i desembre de 1936, durant la Guerra Civil espanyola. Va combatre fins al final de la Guerra Civil i, després d'ella, va optar per l'exili, primer a França i després a Mèxic.

## Carrera militar
Va ingressar en l'Acadèmia d'Infanteria de Toledo en 1896. La seva primera destinació va ser l'Principat d'Astúries, des d'on va sol·licitar trasllat a Melilla, en 1900, amb 22 anys. En la guerra del Marroc va destacar reorganitzant la línia s Sidi Musa i en l'assalt a la baioneta de Talusit Bajo, i li fou concedit el grau de comandant d'Infanteria per mèrits de guerra. Encara que considerat home poc afeccionat a la cultura, va destacar com a estudiós de la llengua àrab.

## Segona República
Ascendit a general a l'agost de 1932, se li va conferir el comandament de la 2a Brigada d'Infanteria de la Primera Divisió Orgànica, aquarterada en Badajoz. Posteriorment, en 1932, el govern presidit per Martínez Barrio li atorga el comandament de la 1a Brigada d'Infanteria de la Primera Divisió Orgànica, de guarnició en Madrid.
Malgrat la seva possible pertinença a la dretana Unión Militar Española (UME), en 1935, durant el ministeri de Gil-Robles, és enviat a Lleida, una de les destinacions allunyades de la capital que se solien donar a militars que no gaudien de la plena confiança del govern. El motiu: mala presentació en la desfilada dels seus regiments En formar govern Manuel Azaña designa Ministre de la Guerra al general Masquelet però en estar absent va cridar Miaja per fer-se càrrec de tan important funció, encara que per poc temps. Va tornar a la seva brigada i va ocupar també la prefectura de la Primera Divisió Orgànica per malaltia del seu titular Virgilio Cabanellas.

## Guerra Civil
Al juliol de 1936, en iniciar-se la rebel·lió militar que desembocaria en la Guerra Civil espanyola, estava al comandament de la 1a Brigada d'Infanteria de la Primera Divisió Orgànica, de guarnició a Madrid. Molts dels seus subordinats van formar part de la revolta i, ell mateix, en un primer moment, no adopta una actitud decidida, probablement pel fet que la seva família estava en zona controlada pels revoltats. No obstant això, va decidir romandre lleial al govern i va ser designat ministre de la Guerra en el fugaç gabinet de Diego Martínez Barrio, en la matinada del 18 al 19 de juliol de 1936. No va acceptar el mateix càrrec al govern format per José Giral.
El 25 de juliol de 1936 va ser nomenat Cap d'Operacions del Sud, partint el 28 de juliol d'Albacete al comandament d'una força de 5.000 homes amb la qual arriba a les portes de Còrdova, però va vacil·lar i la seva indecisió li va fer perdre un temps que va donar lloc a l'actuació de l'aviació dels revoltats, sofrint una gran derrota el dia 22 d'agost.
Després del fracàs va ser traslladat a València, on va prendre el comandament de la Tercera Divisió Orgànica. A la fi d'octubre va tornar a Madrid com a cap de la Primera Divisió Orgànica. El novembre de 1936, en evacuar el govern la capital davant la imminent arribada de les tropes franquistes, va ser nomenat president de la Junta de Defensa de Madrid. Amb el tinent coronel Rojo com a Cap d'Estat Major, va aconseguir detenir l'enemic en el Manzanares després de feroços combats en la Ciutat Universitària (en la denominada Batalla de la Ciutat Universitària), aconseguint gran popularitat entre el poble madrileny. Sense Miaja no s'hagués impedit l'entrada de Franco a Madrid.
| « | Quan les columnes africanes arriben als voltants de la capital d'Espanya, destaca la defensa de la ciutat que, davant aquest reduït però bon exèrcit, realitza el general Miaja, a qui el Govern de la República havia deixat al capdavant de la Junta de Defensa de Madrid, amb forces milicianes, de petita capacitat operativa, dubtós control i escassetat de comandaments professionals. El treball de Miaja, difícil i ben fet, com ho prova el resultat que Madrid no fos ocupat, dona lloc al fet que sobre l'esquelet de defensa creat per ell i els seus assessors, entre els quals estava el seu Cap d'Estat Major, el Comandant Rojo, es creés l'Exèrcit Popular, que combatria amb creixent eficàcia fins a ser derrotat, definitivament, en la batalla de l'Ebre. | » |
| — Rafael Casas de la Vega, Seis Generales de la guerra civil. Vidas paralelas y desconocidas, pàgina 21. Editorial Fénix, Madrid 1998, ISBN 84-88787-24-3 | |   |

Comandant de l'Exèrcit del Centre (febrer de 1937) i del Grup d'Exèrcits de la Regió Central (maig de 1938), va dirigir les batalles de Guadalajara i Brunete, arribant a ser un dels militars republicans amb més poder. Després de la captura de Biscaia, i davant la imminència de l'atac sobre Santander, la República llança un atac diversiu sobre Brunete, emprant dos cossos d'exèrcit, amb 85.000 homes, 300 avions i 220 peces d'artilleria, tots sota el comandament suprem de Miaja.
En el transcurs de la guerra va concentrar més poder militar que cap altre general republicà. Considerant que la negativa de Franco a acceptar negociacions era deguda a la participació comunista en el govern, Miaja no va dubtar a secundar el cop d'estat contra el govern de Negrín, encapçalat pel coronel Casado al març de 1939, presidint el Consell Nacional de Defensa que va desplaçar per la força al govern de Negrín del poder republicà, sense aconseguir la "pau honrosa" que perseguien.

## Exili
El 26 de març de 1939 es va exiliar embarcant a Gandia en un vaixell britànic que el va portar a Algèria, després a França, i finalment a Mèxic on va morir el 14 de gener de 1958 a l'edat de setanta-nou anys.